# Jardín de Plantas Tropicales de Enoshima

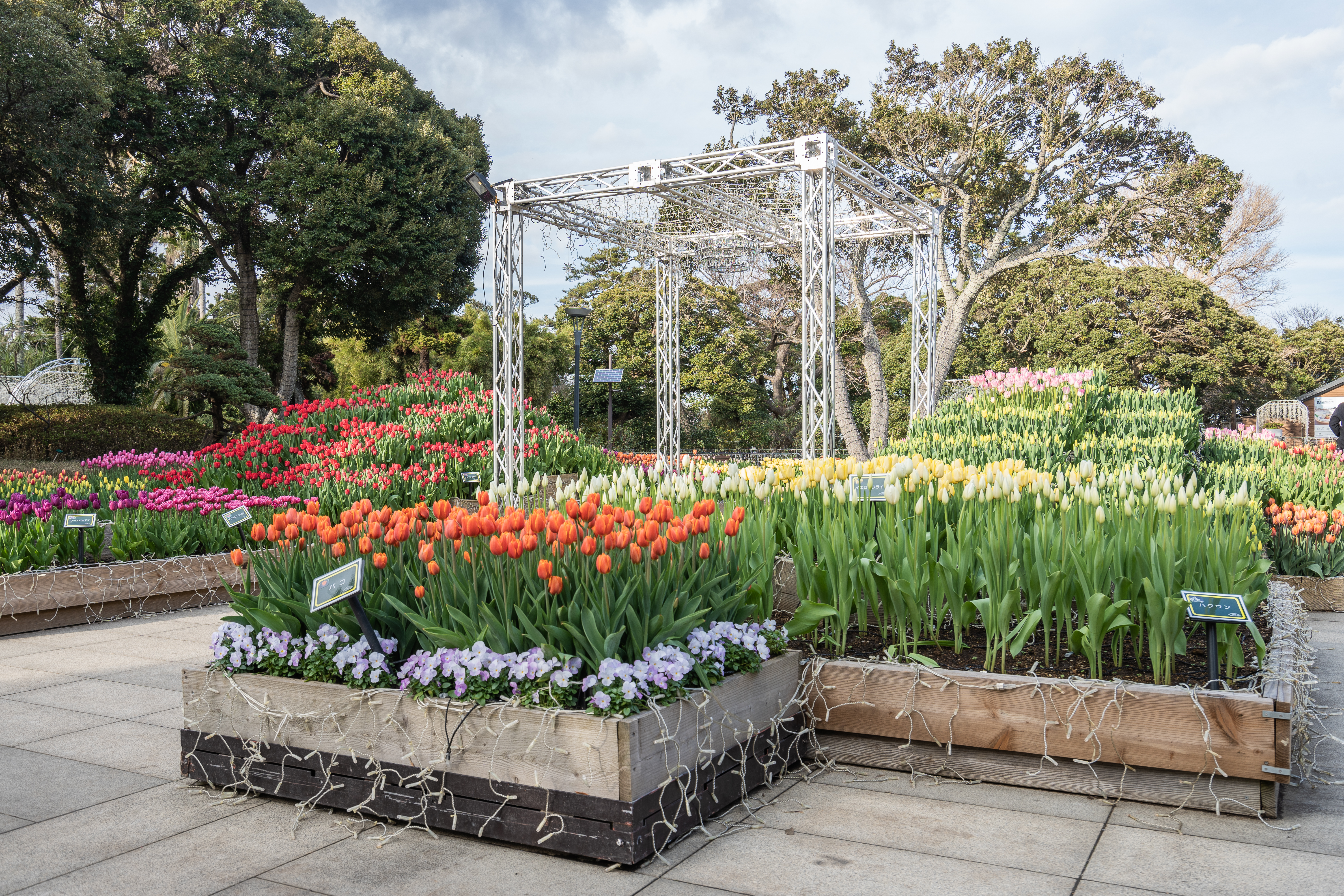
Vista del jardín.

El Jardín de Plantas Tropicales de Enoshima (en japonés 江の島サムエル・コッキング苑, Enoshima Samuel Cocking Sono), es un pequeño jardín botánico que se encuentra en la isla de Enoshima, Japón. Su código de identificación internacional es ENOSH.

## Historia
El jardín fue creado en 1880 por el comerciante británico Samuel Cocking (1842-1914) como el "jardín botánico de Enoshima", y edificó un invernadero (660 m²) en el cual albergó plantas tropicales. Este invernadero original fue destruido en el gran terremoto de 1923. 
Cuando en 1949 pasó la titularidad a la ciudad de Fujisawa, no se encontró ningún rastro del invernadero. Sin embargo, en el 2002, durante el trabajo de reconstrucción, su planta original de ladrillo y la caldera de calefacción fueron descubiertas. En abril del 2003, un invernadero restaurado fue abierto como parte del jardín nuevo, y en el 2004, ya tenía unos 500 000 visitantes por año.

## Colecciones
Entre sus colecciones destacan los árboles de Camellias y una torre de observación de 59.8 metros. 